# Leptotyphlops
Leptotyphlops es un género de serpientes de la familia Leptotyphlopidae. Sus especies se distribuyen por el África subsahariana.

## Especies
Se reconocen las siguientes 21 especies:
- Leptotyphlops aethiopicus Broadley & Wallach, 2007
- Leptotyphlops conjunctus (Jan, 1861)
- Leptotyphlops distanti (Boulenger, 1892)
- Leptotyphlops emini (Boulenger, 1890)
- Leptotyphlops howelli Broadley & Wallach, 2007
- Leptotyphlops incognitus Broadley & Watson, 1976
- Leptotyphlops jacobseni Broadley & Broadley, 1999
- Leptotyphlops kafubi (Boulenger, 1919)
- Leptotyphlops keniensis Broadley & Wallach, 2007
- Leptotyphlops latirostris (Sternfeld, 1912)
- Leptotyphlops macrops (Broadley & Wallach, 1996)
- Leptotyphlops mbanjensis Broadley & Wallach, 2007
- Leptotyphlops merkeri (Werner, 1909)
- Leptotyphlops nigricans (Schlegel, 1839)
- Leptotyphlops nigroterminus Broadley & Wallach, 2007
- Leptotyphlops pembae Loveridge, 1941
- Leptotyphlops pitmani Broadley & Wallach, 2007
- Leptotyphlops pungwensis Broadley & Wallach, 1997
- Leptotyphlops scutifrons (Peters, 1854)
- Leptotyphlops sylvicolus Broadley & Wallach, 1997
- Leptotyphlops telloi Broadley & Watson, 1976